# Luka Wraber
Luka Wraber (* 7. September 1990 in Wiener Neustadt) ist ein österreichischer Badmintonspieler. Er wurde bisher bis 2023 sechsfacher österreichischer Staatsmeister.

## Sportliche Karriere
2008 erkämpfte er sich bei den Badminton Europe Circuit Finals den 2. Platz und wurde 2009 erstmals österreichischer Juniorenmeister der Altersklasse U19. 2010 gewann Wraber seine erste Medaille bei den Erwachsenen, wobei er Bronze im Herreneinzel erringen konnte. Nur ein Jahr später gewann er Silber im Herreneinzel und im Doppel zusammen mit Roman Zinnwald. 2012 wurde er schließlich erstmals nationaler Titelträger. Im gleichen Jahr nahm Wraber an den Badminton-Europameisterschaften teil und wurde Dritter bei den Bulgaria Open 2012 und bei den Slovenia International. 2014 gewann er die Mauritius International, die South Africa International und die Botswana International. 2015 vertrat er Österreich bei den Europaspielen in Baku.
Am 13. August 2015 erreichte Wraber mit dem 52. Rang seine beste Platzierung in der Badminton-Weltrangliste.
Er ist Teil des Heeressportzentrums des Österreichischen Bundesheeres und trägt als Heeressportler den Dienstgrad Zugsführer.

## Erfolge

### Herreneinzel
| BWF-Weltmeisterschaften               |      |                                   |                      |                     |
| 17./32.                               | 2018 | Nanjing                           | Kento Momota         | 8:21, 10:21         |
| 33./64.                               | 2017 | Glasgow                           | Ajay Jayaram         | 14:21, 12:21        |
| 33./64.                               | 2015 | Jakarta                           | Raul Must            | 10:21, 25:27        |
| 33./64.                               | 2014 | Kopenhagen                        | Chen Long            | 8:21, 10:21         |
| 33./64.                               | 2013 | Guangzhou                         | Chen Long            | 3:21, 5:21          |
| BE-Europameisterschaften              |      |                                   |                      |                     |
| 33./64.                               | 2018 | Huelva                            | Sam Parsons          | 19:21, 21:23        |
| 17./32.                               | 2017 | Kolding                           | Raul Must            | 16:21, 18:21        |
| 17./32.                               | 2016 | La Roche-sur-Yon                  | Misha Zilberman      | 14:21, 16:21        |
| 17./32.                               | 2012 | Karlskrona                        | Pedro Martins        | 19:21, 21:11, 18:21 |
| Europaspiele                          |      |                                   |                      |                     |
| 9./16.                                | 2015 | Baku                              | Petr Koukal          | 12:21, 16:21        |
| Internationale Turniere               |      |                                   |                      |                     |
| Bronze                                | 2018 | Brazil International              | Herreneinzel         |                     |
| Bronze                                | 2017 | Brazil International              | Herreneinzel         |                     |
| Gold                                  | 2016 | Botswana International            | Herreneinzel         |                     |
| Gold                                  | 2016 | South Africa International        | Herreneinzel         |                     |
| Silber                                | 2016 | Giraldilla                        | Herreneinzel         |                     |
| Bronze                                | 2016 | Peru International                | Herreneinzel         |                     |
| Silber                                | 2015 | Nigeria International             | Herreneinzel         |                     |
| Silber                                | 2015 | Ethiopia International            | Herreneinzel         |                     |
| Bronze                                | 2015 | Lagos International               | Herreneinzel         |                     |
| Silber                                | 2015 | Mauritius International           | Herreneinzel         |                     |
| Silber                                | 2015 | Santo Domingo International       | Herreneinzel         |                     |
| Silber                                | 2015 | Trinidad and Tobago International | Herreneinzel         |                     |
| Bronze                                | 2015 | Mercosul International            | Herreneinzel         |                     |
| Bronze                                | 2015 | Iran Fajr International 2015      | Herreneinzel         |                     |
| Gold                                  | 2014 | Botswana International            | Herreneinzel         |                     |
| Gold                                  | 2014 | South Africa International        | Herreneinzel         |                     |
| Silber                                | 2014 | Ethiopia International            | Herreneinzel         |                     |
| Silber                                | 2014 | Kenya International               | Herreneinzel         |                     |
| Gold                                  | 2014 | Mauritius International           | Herreneinzel         |                     |
| Silber                                | 2014 | Lagos International               | Herreneinzel         |                     |
| Bronze                                | 2012 | Slovenian International           | Herreneinzel         |                     |
| Bronze                                | 2012 | Bulgaria Open                     | Herreneinzel         |                     |
| Österreichische Staatsmeisterschaften |      |                                   |                      |                     |
| Gold                                  | 2023 | Wien                              | Wolfgang Gnedt       | 21:14, 21:19        |
| Gold                                  | 2022 | Dornbirn                          | Kai Niederhuber      | 21:12, 21:18        |
| Gold                                  | 2018 | Feldkirch                         | Wolfgang Gnedt       | 21:11, 23:21        |
| Gold                                  | 2017 | Wien                              | Vilson Vattanirappel | 21:13, 21:12        |
| Gold                                  | 2016 | Mödling                           | David Obernosterer   | 21:11, 11:21, 21:15 |
| Silber                                | 2015 | Linz                              | Matthias Almer       | 21:14, 22:24, 21:23 |
| Bronze                                | 2014 | Wien                              | Matthias Almer       | 20:22, 21:18, 20:22 |
| Silber                                | 2013 | Feldkirch                         | David Obernosterer   | 13:21, 21:16, 18:21 |
| Gold                                  | 2012 | Wolfurt                           | David Obernosterer   | 21:19, 18:21, 21:14 |
| Silber                                | 2011 | Klosterneuburg                    | Michael Lahnsteiner  | 6:21, 14:21         |
| Bronze                                | 2010 | Linz                              | Michael Lahnsteiner  | 17:21, 12:21        |
| 9./16.                                | 2009 | Wien                              | Michael Lahnsteiner  | 17:21, 15:21        |
| 5./8.                                 | 2008 | Traun                             | David Obernosterer   | 16:21, 16:21        |
| 33./64.                               | 2007 | Wien                              | Harald Koch          | kampflos            |
| 33./64.                               | 2006 | Traun                             | Armin Kreulitsch     | 5:15, 7:15          |

### Herrendoppel
| Resultat                              | Jahr | Ort / Turnier             | Partner          | Gegner                          | Ergebnis            |
| ------------------------------------- | ---- | ------------------------- | ---------------- | ------------------------------- | ------------------- |
| Internationale Turniere               |      |                           |                  |                                 |                     |
| Gold                                  | 2017 | Peru International Series | Daniel Graßmück  | Dominik Stipsits Roman Zirnwald | 14:21, 21:15, 21:15 |
| Österreichische Staatsmeisterschaften |      |                           |                  |                                 |                     |
| 5./8.                                 | 2018 | Feldkirch                 | András Németh    | Daniel Graßmück Roman Zirnwald  | 17:21, 16:21        |
| Bronze                                | 2017 | Wien                      | Daniel Graßmück  | Jürgen Koch Peter Zauner        | 11:21, 14:21        |
| Silber                                | 2011 | Klosterneuburg            | Roman Zirnwald   | Jürgen Koch Peter Zauner        | 25:23, 16:21, 15:21 |
| 5./8.                                 | 2008 | Traun                     | Daniel Graßmück  | Harald Koch Peter Zauner        | 13:21, 12:21        |
| 17./32.                               | 2007 | Wien                      | Matthias Bertsch | Thomas Hahn Daniel Samhaber     | kampflos            |
| 17./32.                               | 2006 | Traun                     | Matthias Bertsch | David Obernosterer Daniel Wolf  | 3:15, 11:15         |

## Persönliches
Wraber wuchs als älterer von zwei Brüdern in seinem niederösterreichischen Geburtsort Wiener Neustadt auf. Er besuchte die Musikvolksschule Wiener Neustadt (1996–2000) und das Bundesgymnasium Babenbergerring, welches Wraber mit der Matura 2008 abschloss. Seit 2009 studiert er Jus an der Universität Wien. Der 178 cm große Wraber ist rechtshändig und spricht Deutsch, Slowenisch und Englisch. Sein Großvater war der slowenische Botaniker Tone Wraber (1938–2010).